# Lithobius memorabilis
Lithobius memorabilis är en mångfotingart som beskrevs av Carl Graf Attems 1951. Lithobius memorabilis ingår i släktet Lithobius och familjen stenkrypare.
Artens utbredningsområde är Azerbajdzjan. Inga underarter finns listade i Catalogue of Life.